# 안드레이 아르샤빈
안드레이 세르게예비치 아르샤빈(러시아어: Андрей Сергеевич Аршавин, Andrey Sergeyevich Arshavin, 1981년 5월 29일, 러시아 SFSR 레닌그라드 ~ )는 러시아의 전 축구 선수로 현역 시절 미드필더로 활약했으며 러시아 축구 국가대표팀의 주장을 맡기도 했었다. 또한 현역 시절 폭발적인 스피드와 드리블과 함께 준수한 득점력을 자랑했고 2000년 제니트 상트페테르부르크에서 커리어를 시작했으며 2009년에 1500만 파운드의 이적료로 아스날에 합류했다. 이는 아스날 역사상 2번째로 높은 이적료였다. 2012년 2월 친정팀 제니트로 임대로 갔다가 같은 해 6월에 다시 아스널 FC로 복귀했다. 그리고 2015년 7월 쿠반 크라스노다르와 3년 계약을 체결하였다.

## 어린 시절
지금은 상트 페테르부르크라고 불리는 레닌그라드에서 1981년 5월 29일 태어났다. 아버지인 세르게이는 아마추어 축구선수였다. 어렸을 때 교통사고로 인해 거의 죽을 뻔한 일을 겪기도 했다. 프로 선수가 되는데 실패했던 아버지는 아르샤빈이 축구하는 것을 반대했으나 아버지를 설득하는 데에 성공해 7살 때 제니트의 유스팀인 스메나 축구 학교에 입학한다. 그러나 아르샤빈의 아버지는 아들의 성공을 보지 못하고 40세의 나이로 심부전증으로 세상을 떠난다.

## 클럽 경력
아르샤빈은 스메나 축구 학교를 졸업하였다. 1999년부터 2000년 초까지 아르샤빈은 러시아 2부 리그에 참여하고 있는 제니트의 2부팀에서 활동하였다.
2000년에 제니트의 선수명단에 포함되었고, 그의 데뷔 경기는 잉글랜드의 브래드포트 시티와의 인터토토컵 경기로 3-0으로 제니트가 승리하였던 경기였다. 그는 오른쪽 윙어로 시작하였으나 다양한 포지션을 소화할 수 있었고, 결국엔 세컨드 스트라이커 역할을 맡게 되었다.
유로 2008에서의 활약을 바탕으로 아르샤빈은 여름 이적 시장으로 빅리그로의 이적을 희망했으나 이루어지지는 못하였고, 겨울 이적 시장이 다가오자 팀 훈련까지 불참할 정도로 제니트를 떠나려 했다. 그를 원하는 팀은 아스날이 유력하였고 겨울 이적 시장 내내 아르샤빈과 아스널 간에 줄다리기가 이어졌다. 결국 2009년 2월 4일 아르샤빈은 정식으로 아스날과 계약을 맺게 되었다.
아스날에 입단한 이후 점점 자신의 존재감을 드러내고 있고, 33라운드 리버풀과의 경기에서는 혼자서 4골을 득점하며 지난 유로 2008과 UEFA컵에서 보여준 자신의 재능을 확실히 증명하여 주었다.

## 국가대표팀 경력
아르샤빈의 러시아 축구 국가대표팀 데뷔는 2002년 5월 17일에 열린 벨라루스와의 경기였다. 그의 첫 번째 득점은 2003년 2월 13일에 열린 루마니아와의 친선경기에서 나왔다. 이 때부터 그는 러시아가 참가했던 모든 대회에서 득점을 기록하였다. 또한 그는 유로 2008 예선에서 에스토니아와의 경기에서 주장을 맡기도 하였다.

### 유로 2008
아르샤빈은 거스 히딩크가 지휘하는 러시아의 유로 2008 명단에 포함되었다. 하지만 그는 징계로 인해 조별리그 두경기에 출전할 수 없었다. 그는 스웨덴과의 조별리그 마지막 경기에서 두 번째 골을 넣으면서 그의 복귀를 알렸다. 이 경기의 승리로 러시아는 8강에 진출할 수 있었다.
다음 경기인 8강전 네덜란드와의 경기에서 연장전의 첫 번째골에는 어시스트를 하였고, 4분 뒤에는 직접 골을 넣으면서 러시아 승리의 주역이 되었다. 그 결과 러시아는 3-1로 네덜란드를 물리치고 4강전에 진출하였고, 그는 UEFA의 맨 오브 더 매치로 선정되었다.

### 국제 대회 득점
| #  | 일자       | 장소                    | 상대팀       | 득점 | 결과 | 비고                              |
| -- | ---------- | ----------------------- | ------------ | ---- | ---- | --------------------------------- |
| 1  | 2003/02/13 | 키프로스 리마솔         | 루마니아     | 3–1  | 4–2  | 제 7회 키프로스 토너먼트          |
| 2  | 2004/10/09 | 룩셈부르크              | 룩셈부르크   | 0–2  | 0–4  | 2006년 FIFA 월드컵 유럽 지역 예선 |
| 3  | 2004/10/13 | 포르투갈 리스본         | 포르투갈     | 4–1  | 7–1  | 2006년 FIFA 월드컵 유럽 지역 예선 |
| 4  | 2005/03/30 | 에스토니아 탈린         | 에스토니아   | 0–1  | 1–1  | 2006년 FIFA 월드컵 유럽 지역 예선 |
| 5  | 2005/06/04 | 러시아 상트페테르부르크 | 라트비아     | 1–0  | 2–0  | 2006년 FIFA 월드컵 유럽 지역 예선 |
| 6  | 2005/06/08 | 독일 묀헨글라트바흐     | 독일         | 2–2  | 2–2  | 친선경기                          |
| 7  | 2005/08/17 | 라트비아 리가           | 라트비아     | 1–1  | 1–1  | 2006년 FIFA 월드컵 유럽 지역 예선 |
| 8  | 2006/10/07 | 러시아 모스크바         | 이스라엘     | 1–0  | 1–1  | UEFA 유로 2008 예선               |
| 9  | 2006/11/15 | 마케도니아 스코페       | 북마케도니아 | 0–2  | 0–2  | UEFA 유로 2008 예선               |
| 10 | 2007/09/08 | 러시아 모스크바         | 북마케도니아 | 2–0  | 3–0  | UEFA 유로 2008 예선               |
| 11 | 2008/06/04 | 독일 부르크하우젠       | 리투아니아   | 2–1  | 4–1  | 친선경기                          |
| 12 | 2008/06/18 | 오스트리아 인스브루크   | 스웨덴       | 2–0  | 2–0  | UEFA 유로 2008                    |
| 13 | 2008/06/21 | 스위스 바젤             | 네덜란드     | 1–3  | 1–3  | UEFA 유로 2008                    |
| 14 | 2008/10/11 | 독일 도르트문트         | 독일         | 2–1  | 2–1  | 2010년 월드컵 유럽 지역 예선      |
| 15 | 2008/10/15 | 러시아 모스크바         | 핀란드       | 3–0  | 3–0  | 2010년 월드컵 유럽 지역 예선      |
| 16 | 2009/10/14 | 아제르바이잔 바쿠       | 아제르바이잔 | 0–1  | 1–1  | 2010년 월드컵 유럽 지역 예선      |

## 클럽 경력 통계
(2017년 4월 30일 기준)
| 클럽              | 시즌    | 리그   | 리그   | 리그   | 컵     | 컵     | 컵     | 유럽   | 유럽   | 유럽   | 총합   | 총합   | 총합   |
| 클럽              | 시즌    | 출장   | 득점   | 도움   | 출장   | 득점   | 도움   | 출장   | 득점   | 도움   | 출장   | 득점   | 도움   |
| 러시아            | 러시아  | 러시아 | 러시아 | 러시아 | 러시아 | 러시아 | 러시아 | 러시아 | 러시아 | 러시아 | 러시아 | 러시아 | 러시아 |
| ----------------- | ------- | ------ | ------ | ------ | ------ | ------ | ------ | ------ | ------ | ------ | ------ | ------ | ------ |
| 제니트            | 2000    | 10     | 0      | 1      | 1      | 0      | 0      | 3      | 0      | 0      | 14     | 0      | 1      |
| 제니트            | 2001    | 29     | 4      | 8      | 5      | 1      | 2      | 0      | 0      | 0      | 34     | 5      | 10     |
| 제니트            | 2002    | 30     | 4      | 7      | 3      | 0      | 2      | 4      | 2      | 5      | 37     | 6      | 16     |
| 제니트            | 2003    | 27     | 5      | 10     | 3      | 0      | 2      | 0      | 0      | 0      | 30     | 5      | 10     |
| 제니트            | 2004    | 28     | 6      | 8      | 4      | 2      | 1      | 8      | 4      | 1      | 40     | 12     | 10     |
| 제니트            | 2006    | 28     | 7      | 13     | 4      | 0      | 1      | 0      | 0      | 0      | 32     | 7      | 14     |
| 제니트            | 2007    | 30     | 10     | 13     | 2      | 1      | 4      | 14     | 4      | 10     | 46     | 15     | 27     |
| 제니트            | 2008    | 27     | 6      | 8      | 1      | 1      | 0      | 6      | 0      | 1      | 34     | 7      | 9      |
| 제니트            | 합계    | 209    | 51     | 77     | 26     | 5      | 13     | 46     | 15     | 20     | 281    | 71     | 110    |
| 잉글랜드          |         |        |        |        |        |        |        |        |        |        |        |        |        |
| 아스널            | 2008–09 | 12     | 6      | 5      | 3      | 0      | 2      | 0      | 0      | 0      | 15     | 6      | 7      |
| 아스널            | 2009–10 | 30     | 10     | 1      | 1      | 0      | 0      | 8      | 2      | 7      | 39     | 12     | 8      |
| 아스널            | 2010–11 | 37     | 6      | 11     | 9      | 1      | 4      | 6      | 3      | 2      | 52     | 10     | 17     |
| 아스널            | 2011–12 | 19     | 1      | 3      | 3      | 1      | 1      | 4      | 0      | 0      | 26     | 2      | 4      |
| 아스널            | 합계    | 98     | 23     | 20     | 16     | 2      | 7      | 18     | 5      | 9      | 132    | 30     | 36     |
| 러시아            |         |        |        |        |        |        |        |        |        |        |        |        |        |
| 제니트            | 2012    | 10     | 3      | 4      | 1      | 0      | 0      | 0      | 0      | 0      | 11     | 3      | 4      |
| 제니트            | 합계    | 10     | 3      | 4      | 1      | 0      | 0      | 0      | 0      | 0      | 11     | 3      | 4      |
| 잉글랜드          |         |        |        |        |        |        |        |        |        |        |        |        |        |
| 아스널            | 2012–13 | 7      | 0      | 0      | 2      | 1      | 4      | 2      | 0      | 0      | 11     | 1      | 4      |
| 아스널            | 합계    | 7      | 0      | 0      | 2      | 1      | 4      | 2      | 0      | 0      | 11     | 1      | 4      |
| 러시아            |         |        |        |        |        |        |        |        |        |        |        |        |        |
| 제니트            | 2013–14 | 21     | 2      | 5      | 1      | 0      | 0      | 11     | 2      | 3      | 33     | 4      | 8      |
| 제니트            | 2014–15 | 14     | 1      | 0      | 2      | 1      | 0      | 5      | 0      | 0      | 21     | 2      | 0      |
| 제니트            | 합계    | 35     | 3      | 5      | 3      | 1      | 0      | 16     | 2      | 2      | 54     | 6      | 8      |
| 쿠반 크라스노다르 | 2015–16 | 8      | 0      | 0      | 1      | 0      | 0      | –      | –      | –      | 9      | 0      | 0      |
| 쿠반 크라스노다르 | 합계    | 8      | 0      | 0      | 1      | 0      | 0      | 0      | 0      | 0      | 9      | 0      | 0      |
| 카자흐스탄        |         |        |        |        |        |        |        |        |        |        |        |        |        |
| 카이라트          | 2016    | 25     | 8      | 8      | 3      | 0      | 1      | 4      | 2      | 0      | 32     | 10     | 9      |
| 카이라트          | 2017    | 7      | 1      | 1      | 0      | 0      | 0      | 4      | 2      | 1      | 11     | 3      | 2      |
| 카이라트          | 합계    | 34     | 9      | 9      | 3      | 0      | 1      | 8      | 4      | 1      | 43     | 13     | 11     |
| 통산              | 통산    | 401    | 89     | 115    | 52     | 9      | 25     | 90     | 26     | 32     | 543    | 124    | 172    |

## 수상

#### 제니트 상트페테르부르크
- 러시아 프리미어리그 : 2007, 2011–12, 2014–15
- 2003년 러시아 프리미어리그컵 우승
- 2007-08 UEFA컵 우승
- 2008년 UEFA 슈퍼컵 우승
- 2008년 러시아 슈퍼컵 우승

#### 카이라트
- 카자흐스탄 컵 : 2017, 2018
- 카자흐스탄 슈퍼컵 : 2017

### 개인
- 발롱도르 6위 : 2008
- CIS 올해의 선수 : 2007, 2008, 2009
- 러시아 프리미어리그 도움왕 : 2007
- 러시아 축구 올해의 선수 : 2006
- UEFA 유로 토너먼트의 팀 : 2008
- UEFA 유로 도움왕 : 2008
- UEFA컵 결승 MotM : 2008
- 카자흐스탄 프리미어리그 시즌의 팀 : 2017
- 카자흐스탄 축구 올해의 선수 : 2016

## 참고 문헌
- Marc Bennetts, 'Football Dynamo - Modern Russia and the People's Game,' Virgin Books, (15 May 2008), 0753513196